# Longaros
Longaros (III w. p.n.e.) – król iliryjskich Dardanów ok. 230 p.n.e.
Wzmiankowany w r. 230 p.n.e., kiedy to prowadził wojnę z Demetriuszem II, królem Macedonii. Longaros rozgromił wroga w wielkiej bitwie, która została zanotowana w „Prologu do księgi XVIII” Pompejusza Trogusa. Razem z Dardanami dokonał ciężkich strat w armii macedońskiej oraz uprowadził mieszkańców oraz trzodę do swego kraju. Z tego zapewne powodu Demetriusz musiał się zwrócić o wsparcie do Agrona. Ten bowiem rządził Ardiajami, którzy byli w konflikcie z Dardanami. W r. 230 p.n.e. Teuta, wdowa po zmarłym niedawno Agronie, wysłała armię na południe, celem pustoszenia nadbrzeżnych równin Elidy i Messenii, a w czasie powrotu przybyli do portu koło Fojnike w Epirze. Zdobyli miasto dzięki pomocy ośmiuset osobowej załodze celtyckich najemników. Ilirowie po pokonaniu wojsk Epiru, spustoszyli północne rejony kraju wroga. Nagle Teuta nakazała powrót Ilirom, by użyć ich przeciw Dardanom. 
Gdy Filip V, król macedoński osiągnął pełnoletniość, przejął dowództwo latem r. 220 p.n.e. Najpierw postanowił rozprawić się z Dardanami. Następnego roku walcząc na terenach Etolii, musiał zawrócić do domu, bowiem usłyszał o zagrożeniu najazdu Dardanów. Po powrocie dowiedział się, że ci nie mieli zamiaru najeżdżać Macedonii. W r. 217 p.n.e. Filip V zdobył Bylazorę, największe i ważne strategicznie miasto Pajonii, dzięki czemu uwolnił się od zagrożenia ze strony Dardanów. Ufortyfikował ją i zamienił w polis, by odpierał Atki ze strony wrogów. Pajonowie byli zapewne zadowoleni z tej sytuacji, bowiem oni najczęściej padali ofiarą ze strony Dardanów. W r. 208 p.n.e. ci najechali macedońską Dassaretydę i dolinę górnego rzeki Haliakmon oraz uprowadzili 20 tys. jeńców oraz duże łupy. Z tego powodu Filip V Macedoński musiał szybko powrócić do kraju, po czym najechał Dardanię. W latach 205–201 p.n.e. mając wolną rękę, podjął zdecydowane kroki w stosunku do Dardanów. Pokonał ich w wielkiej bitwie.
Longaros miał syna Batona, który w r. 200 p.n.e. wraz z królem Ardiajów Pleuratosem III oraz królem Atamanii Amynandrem, ofiarował pomoc konsulowi rzymskiemu Publiuszowi Sulpicjuszowi Galbie w jego wyprawie przeciw Filipowi V. Ten odpowiedział, że skorzysta z pomocy Dardanów i Ardiajów, gdy wkroczy do Macedonii, zaś Amynanrowi kazał podburzać Etolów do wojny.